# Daniël Danoot
Daniël Danoot (overleden 1733) is een Brussels dichter en toneelschrijver die in de tweede helft van de 17e eeuw in de Brabantse hoofdstad leefde.

## Levensloop
Over het leven van Danoot is nog niet veel bekend, waarschijnlijk betreft het de Daniël Dannoot, die in de kerk van Sinte Gerix in Brussel op 21 februari 1672 met Maria  Zeevaert trouwde. Daniël Danoot, getrouwd met Maria Zeevaert, is de zoon van Ludovicus Danoot en Emerentiana Spierinx, de kleinzoon van Ludovicus Danoot en Elisabeth Arys, de achterkleinzoon van Lenaert Danoot en Elisabeth de Keyser.

## Literaire activiteit
Danoot was een actief lid van de rederijkerskamer "Mater Blomme".

## Gepubliceerde werken
- Aller wonderheden wonderen schat oft mirakel der mirakelen. Historiaelspel. Op rym gestelt in het jaer 1670 ende alsnu in tweeden druk verbetert, Bruxelles, chez la veuve Gielis Stryckwant, 1720.
- De H. Roomsche kerck triompheert door de wapenen van Leopoldus I, verthoont door de Borgherlyke confrérie van de MATER BLOMME, voerende de Deviese : SUYVER IN LIEFDE, binnen Brussel.